# 万峰 (1946年)
万峰（1946年—），原名刘万成，中华人民共和国电视和广播节目主持人。万峰生于北京。後來其母亲帶他离开北京到福建厦门定居。1963年，萬峰从集美中学毕业，考入北京林业大学。1968年，万峰大学毕业，來到到青海唐古拉山沱沱河沿的一个供销社当营业员。後來萬峰供职于浙江广播电视集团，主持风格較强硬。代表节目为浙江人民广播电台《万峰时间》、上海人民广播电台《相伴到黎明》等。